# 温泉藻

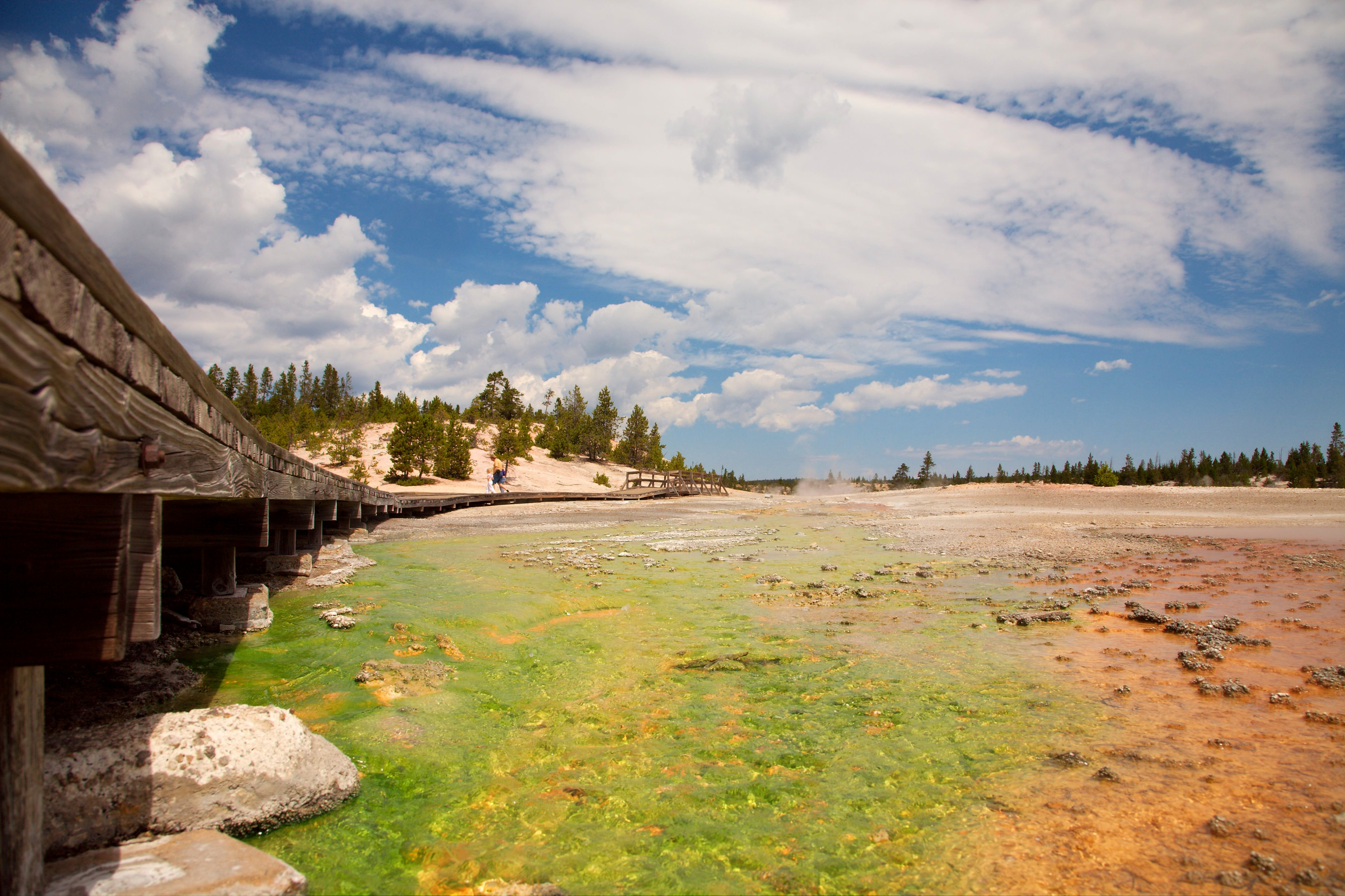
温泉藻や古細菌が繁茂する温泉。イエローストーン国立公園・Norris Geyser Basin。

温泉藻（おんせんそう、英: hot spring algae）とは、温泉の源泉付近や流路、浴槽などに棲息する藻類のことである。一般的な生物であれば生育に支障をきたす50-80 ℃の環境に適応した極限環境微生物である。

## 特徴

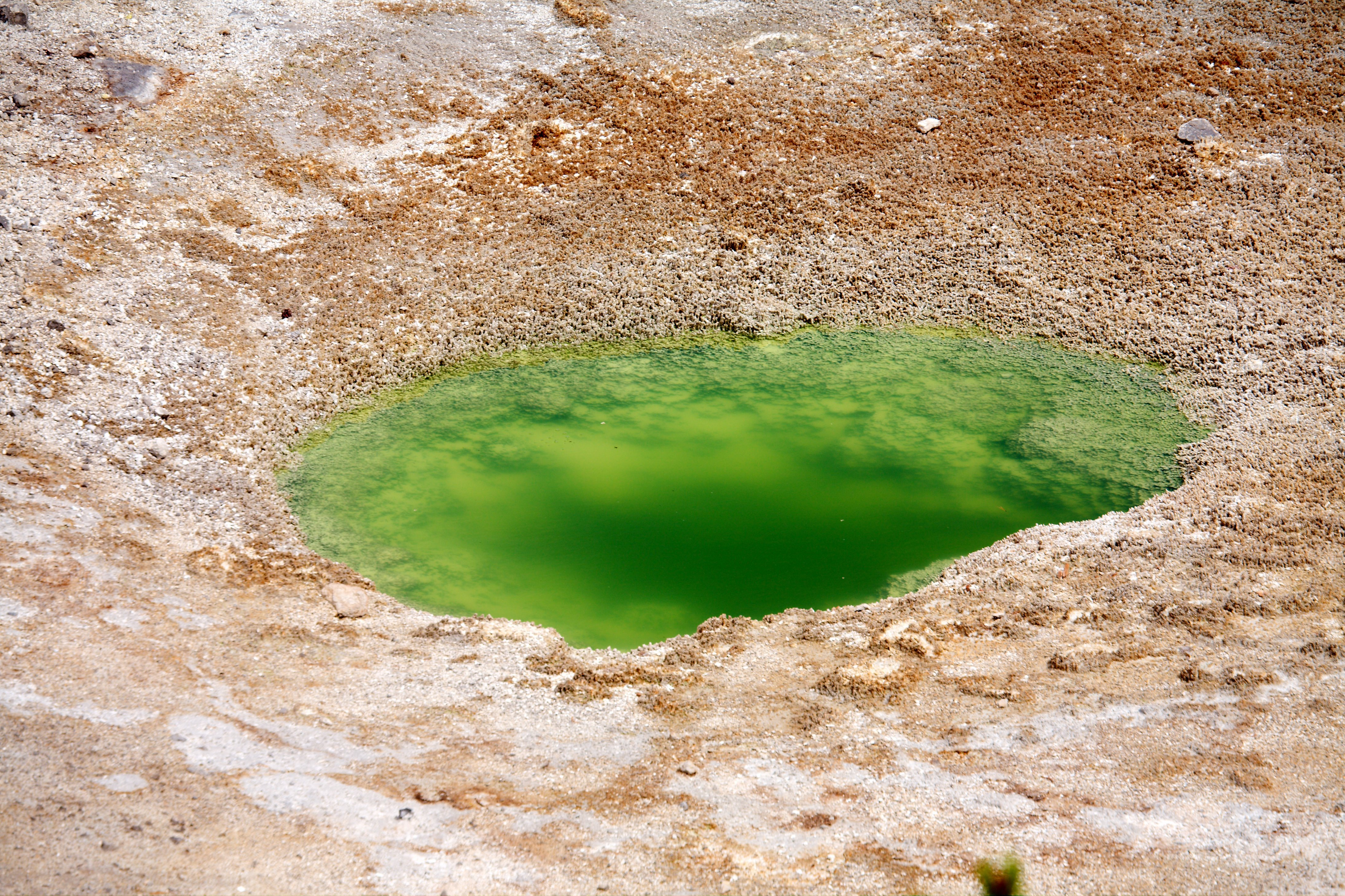
源泉に増殖した温泉藻。イエローストーン国立公園。

温泉藻は基本的に単細胞生物である。主に原核生物である藍藻と真核生物の紅藻、珪藻から構成され、古細菌などと共に温泉特有の生態系を構築している。糸状群体を形成して肉眼的な大きさになる藻類はあるが、海藻のような大型の藻体を構成するものはない。浮遊性のものは植物プランクトンとして、水流中や水蒸気の曝露がある気相に繁茂する種は付着生物として生活する。主要な温泉藻である藍藻や紅藻はクロロフィル a とフィコシアニンを持ち青緑色に見えるため、温泉藻が繁殖した場所は青緑色を呈する場合が多い。
温泉藻は好熱菌と同様、熱安定性に優れたタンパク質を持つ。特に強酸性の泉質を好む温泉藻では、泉中に溶解しているアルミニウムなどの金属イオンへの耐性も備える。また温泉性の藍藻の特徴として、紫外線に対する防御色素であるスキトネミン（scytonemin）をあまり産生しないということが挙げられる。これは、高温湿潤な環境下ではDNA修復を速やかに行えるからであると考えられている。

## 構成生物

### 藍藻

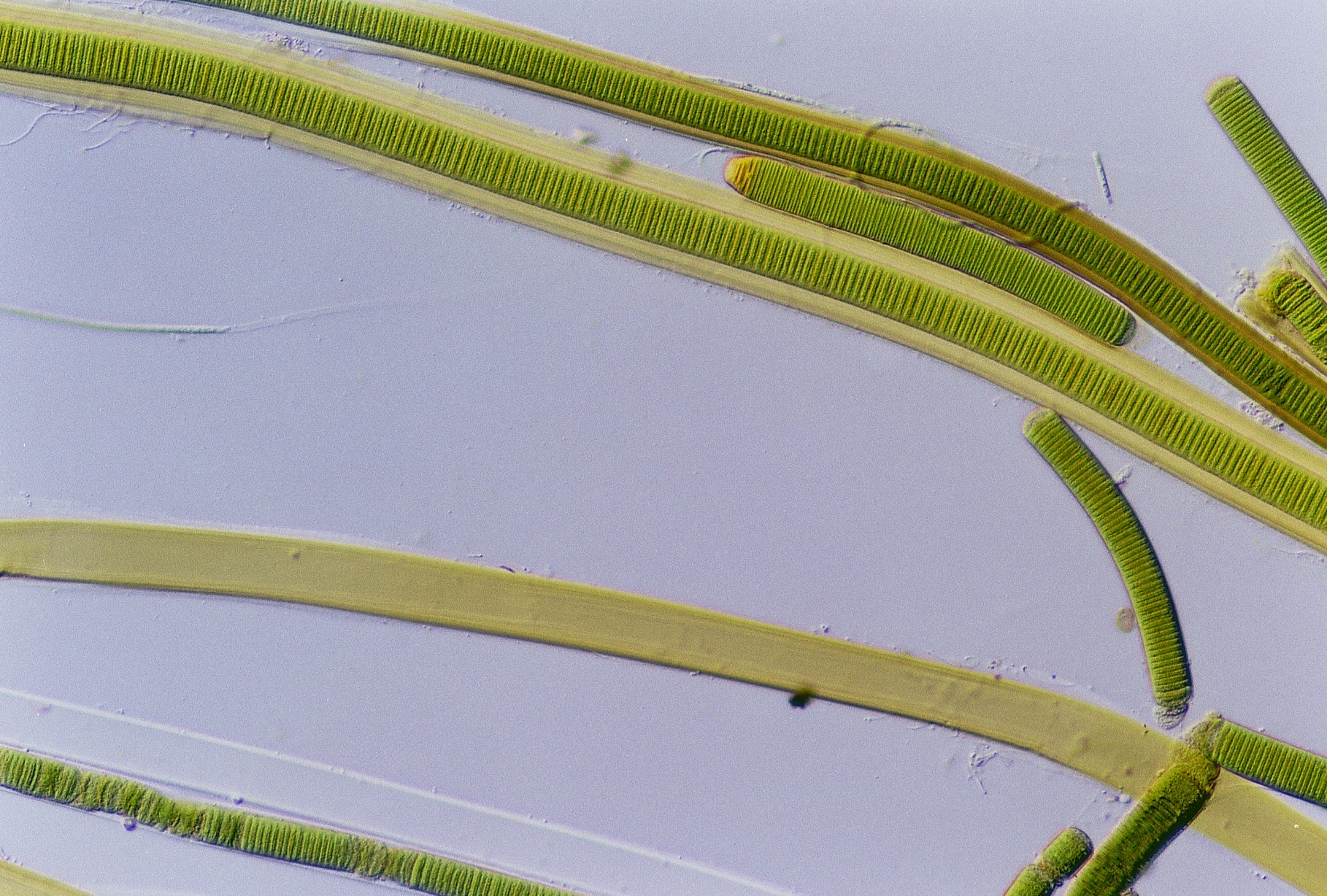
リングビア属の一種。メキシコ・バハ・カリフォルニア州。

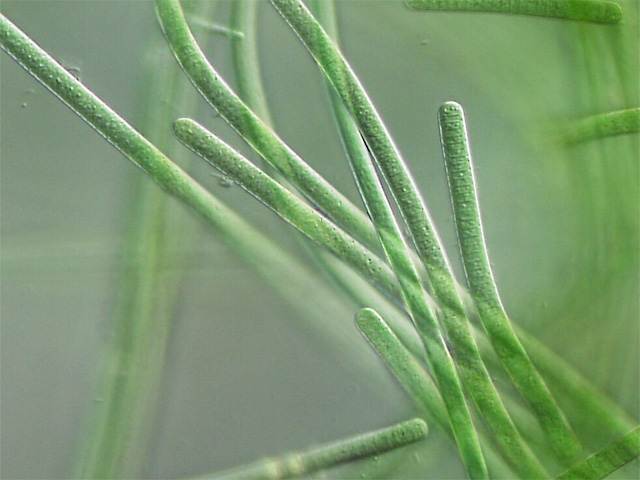
ユレモ属の一種

藍藻は温泉藻として普通に見られる生物である。イエローストーン国立公園をはじめ世界中の温泉地に生育している。多くの属が高温で生育可能であり、45℃以上に至適生育温度を持つものは好熱性と定義される。温泉藻として主なものを以下に挙げる。
イデユアイミドリ Mastigocladus laminosus
古くは Fischerella 属に分類されていた。世界中の温泉に分布する藍藻。58℃以下の温泉ではほとんど全ての場所に見られる。これはアキネート（akinete）と呼ばれる耐久胞子が非常に厚い細胞壁を持つためで、これが広範囲への風媒分散を可能にしている。水中では球形・亜球形の細胞が連なった連鎖群体となり、硫黄細菌とともにバイオフィルムを形成する。火山地帯の温暖な土壌にも生息する。
リングビア属 Lyngbya
淡水・海水を問わず様々な環境に生息する藍藻。温泉や周辺の土壌に生息する種が知られている。
ミクロキスチス属 Microcystis
淡水域で大発生する浮遊性の藍藻。細胞内にガス胞を持ち、浮沈を制御している。しばしばアオコを形成して問題視される。温泉に見られるのは M. protea、M. thermalis などである。
ユレモ属 Oscillatoria
イデユアイミドリと同様に世界中の温泉に見られる藍藻。リングビアに似た糸状群体を形成する。温泉藻として O. geminata、O. jovis、O. lemmermannii、O. subbrevis、O. tenuis など。
フォルミディウム属 Phormidium
フォルミジウム属とも。前述のユレモに似るが、これとは異なり細胞外マトリックスとして寒天質の鞘を持つ。P. fragile、P. subuliforme、P. tenue など。P. fragile は地熱の影響を受けた土壌にも生息する。
シネココッカス属 Synechococcus
様々な場所に生息する藍藻。温泉藻としても S. caldasius、S. eximius、S. lividus、S. minervae、S. praelongus、S. salina、S. sublividus、S. vulcanus など多数。球形から楕円形、棒状に近い形態のものまで、種や細胞の状態によって形態が異なる。いずれも直径数µm。S. lividus は70℃の高温にも耐えるが、54℃を下回ると生育できない。
サーモシネココッカス属 Thermosynechococcus
T. elongatus など、シネココッカス属から分離された種が属する。長さ5µm、幅1µm程度の細長い細胞。至適生育温度を57℃に持つ。大分県別府温泉より単離された T. elongatus BP-1 株はゲノムプロジェクトが完了している。

### 紅藻

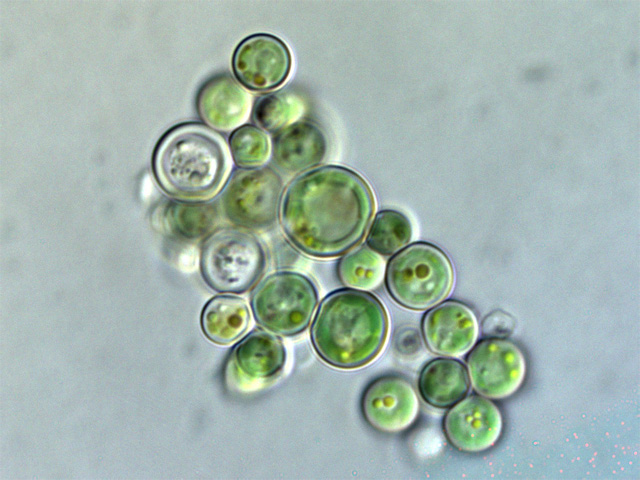
イデユコゴメの微分干渉顕微鏡像。

真核温泉藻の中核を成す生物群。温泉藻である紅藻は海洋に生息するような大型の藻類ではなく、全てイデユコゴメ綱（Cyanidiophyceae）に分類される単細胞の紅藻である。本綱の紅藻は全て温泉藻である。紅藻の中で初期に分岐したと考えられることから、このグループを原始紅藻と呼ぶ場合もある。イデユコゴメ綱の紅藻は赤色の色素であるフィコエリスリンを欠くため、紅藻ではあるが藍藻と同じフィコシアニンの青緑色を呈する。そのため、肉眼による藍藻との判別は困難である。いずれも硫酸酸性の低 pH の温泉を好み、世界各地に生息する。イデユコゴメ綱イデユコゴメ目イデユコゴメ科の3属が含まれる。
イデユコゴメ属 Cyanidium
シアニジウム属、シアニディウム属とも。Cyanidium caldarium 1種のみが含まれる。和名はイデユコゴメ（出湯小米）。種形容語は古代ローマの公衆浴場の高温浴室であるカルダリウムに由来する。細胞は球形で直径数μm〜数十μm、強固な細胞壁を持ち、さらに周囲に珪酸を沈着する。この珪酸がイデユコゴメの耐熱性や耐酸性を高めているという意見もある。古くは藍藻や緑藻として誤同定され、分類群を変遷してきた経緯がある。日本では草津温泉の岩盤面に大量に繁殖している様子が観察できる。主に水中に棲むが、温泉の蒸気があたる岩盤表面のような気相でも生育する。
ガルディエリア属 Galdieria
前述のイデユコゴメに似るが葉緑体の配置が異なる。細胞の直径は10µm前後。数種が報告されており、温泉の温度や湿潤状態などにより、同属間でもしくはイデユコゴメと棲み分けている。
Galdieria sulphuraria はガルディエリア属の代表的な種である。種形容語の sulphuraria は硫黄（sulfur）に由来する。温泉の蒸気があたる岩盤の表面や、多孔質の岩の内部にも入り込んで生育する。本種のゲノムプロジェクトも進められている。
G. partita と G. daedala はいずれもロシアの温泉などから採取されている。系統的にも両種は近縁である。G. maxima は他のガルディエリアとは異なったやや系統的位置を占める。18S rRNA系統解析では G. partita に近いが、rbcL 遺伝子配列ではシアニディオシゾンに近縁である。
シアニディオシゾン属 Cyanidioschyzon
シアニディオシゾン（Cyanidioschyzon merolae）1種のみが含まれる。イタリアナポリの温泉から発見された藻類。至適生育条件はpH2.0、温度42℃。非常に小型の藻類で、細胞の直径は1-2µm。細胞壁を持たないため乾燥には弱く、水中や湿潤な場所に生育する。モデル生物の一つであり、ゲノムプロジェクトが完了しているほか、様々な生理学的・構造生物学的研究が進められている。シアニディオシゾンの遺伝子を組み込んだシロイヌナズナでは、耐熱性が向上することも報告されている。詳細はシアニディオシゾンを参照。

### 珪藻
温泉に棲む珪藻のうち、同定が進んでいるものは多くない。しかし日本の温泉には多くの固有種が生息していると考えられている。温泉藻の主なものはハネケイソウやイチモンジケイソウ（Eunotia）の仲間である。
ハネケイソウ属 Pinnularia
淡水中に普通に出現する本属であるが、2001年に出井らによって発見された Pinnularia acidojaponica は強酸性の温泉に生息することが知られている。

## 生息場所

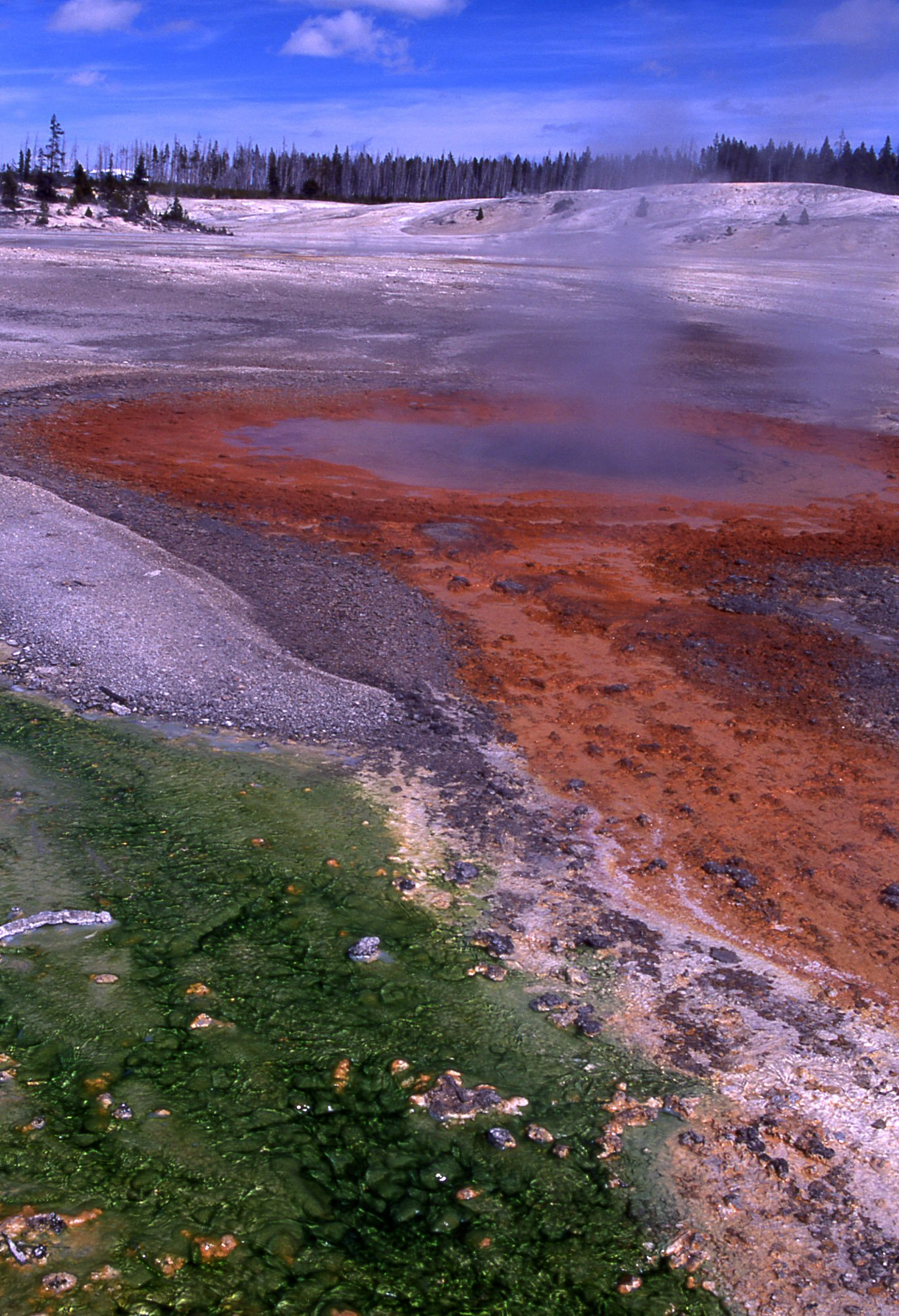
環境による分布の違い。イエローストーン国立公園・Norris Geyser Basin、Whirligig Geyser 付近。

前述の通り、種によって温泉の様々な場所に生息する。それぞれの藻類は温度や乾燥などの環境ストレスに対する耐性が異なるため、これらの藻類が高温の源泉近傍から低温の周辺部へ向かって、等温線のように縞模様を形成する（右写真）（帯状分布）。紅藻類の一部は温泉周辺の岩盤表層や岩の内部に入り込み、岩石内生（endolithic）微生物として生活する。このような天然の温泉地だけでなく、入浴施設として整備された温泉の浴槽などにも温泉藻は繁茂する。

## 人間との関わり
ヒトに対して特に有毒な温泉藻は報告されていない。しかし温泉藻やその他の好温性微生物が形成するバイオフィルムは、レジオネラなどの病原体が繁殖するための温床となる。従って公衆衛生の観点からは、これを除去したり、あるいは繁殖しにくい環境を維持する事が望ましいとされる。防藻手段としては物理的な除去の他、塩素や銅イオン系薬剤の散布などがある。
サーモシネココッカスなどの藍藻、ガルディエリアやシアニディオシゾンなどの紅藻類は培養などの維持管理が容易なこともあり、様々な生物学的研究においてモデル生物として利用されている。これらの藻類のタンパク質は高温でも安定しており、生化学的解析の対象として扱いやすい。また、温泉藻が温泉環境で生育する為に保持している耐熱性や耐重金属性といった特徴を利用して、その遺伝子を高等植物に組み込むなどの応用的研究も行われている。